# Баштан Серафима Григорівна
Серафима Григорівна Баштан (нар. 1923) — українська бандуристка, учениця Володимира Кабачка та Василя Уманця. Дружина Сергія Баштана.
У 1947-1979 роках солістка Державного академічного українського народного хору ім. Г. Верьовки.